# 愛丁堡公爵夫人蘇菲
愛丁堡公爵夫人蘇菲（英語：Sophie, Duchess of Edinburgh，1965年1月20日—），婚前本名蘇菲·海倫·惠斯-鍾斯（英語：Sophie Helen Rhys-Jones），是英國王室成員。她嫁給了愛丁堡公爵愛德華王子，即查理斯三世最年幼的弟弟。
蘇菲在肯特郡班奇利長大，其後入讀西肯特學院（West Kent College），接受秘書培訓。之後她在公共關係領域工作，代表英國、瑞士和澳洲的多家公司，並於1996年開設自己的公關公司。1987年，她在首都倫敦電台工作期間認識愛德華，兩人於1993年開始交往。他們的訂婚消息於1999年1月公佈，並於同年6月19日在溫莎城堡的聖喬治禮拜堂舉行婚禮。夫婦育有兩名孩子：路易絲·蒙巴頓-溫莎女爵和威塞克斯伯爵詹姆斯·蒙巴頓-溫莎。
2002年，蘇菲結束商業事務，開始全職履行王室成員職責。她是超過70個慈善機構和組織的贊助人，包括兒童熱線和倫敦時尚學院。她每年參與超過200項公務活動，包括訪問學校、醫院和軍事基地。她的慈善工作主要圍繞殘疾人士、女性權利、可避免性失明和農業等領域。

## 早年生活與職業生涯
1965年1月20日，蘇菲·海倫·惠斯-鍾斯在牛津的拉德克利夫醫院出生，出身於中產階級家庭。她的父親克里斯多福·伯恩斯·惠斯-鍾斯（Christopher Bournes Rhys-Jones，生於1931年）是一名退休的工業輪胎與橡膠製品進口公司的銷售主管。她的母親瑪麗（1934年－2005年）是一名慈善工作者兼秘書，另有一位哥哥大衛（David，生於1963年）。她的名字來源於在1960年因騎馬事故去世的姑姐海倫（Helen）。她的教父是演員塞恩·貝坦尼，也是她父親的繼兄；兩人早年生活在當時是砂拉越拉惹統治下的英國保護國——北婆羅洲的砂拉越。
她是英格蘭國王亨利四世的後裔，並通過祖母瑪格麗特·派翠西亞·惠斯-鍾斯（Margaret Patricia Rhys-Jones，娘家姓莫爾斯沃思（Molesworth）；1904年－1985年）成為第一代莫爾斯沃思子爵羅伯特·莫爾斯沃思的直系後裔。瑪格麗特是約翰·莫爾斯沃思牧師的曾孫女。1999年蘇菲與愛德華王子結婚時，其中一位賓客便是第十二代莫爾斯沃思子爵羅伯特·莫爾斯沃思（Robert Molesworth, 12th Viscount Molesworth）。
蘇菲在肯特郡班奇利的一棟17世紀四居室農舍中長大。她最初就讀於達利奇預備學校（Dulwich Preparatory School），後轉學至肯特學院，並與莎拉·西內西（Sarah Sienesi）成為好友，兩人後來在富咸合租公寓，莎拉也成為她的宮廷女官。蘇菲隨後在湯布里奇的西肯特學院接受秘書培訓。
她開始從事公共關係工作，先後任職於多家公司，包括在首都倫敦電台工作四年，負責新聞宣傳部門，以及公關公司昆汀貝爾組織（The Quentin Bell Organisation）和麥克勞林通訊與媒體（MacLaurin Communications & Media）。她還曾在瑞士擔任滑雪指導員，並在澳洲旅行和工作一年。1996年，蘇菲與商業夥伴默里·哈金（Murray Harkin）共同創立惠斯-鍾斯與哈金公關公司（RJH Public Relations），經營了五年。
婚前，蘇菲居住在倫敦的科爾赫恩苑。

## 婚姻與子女

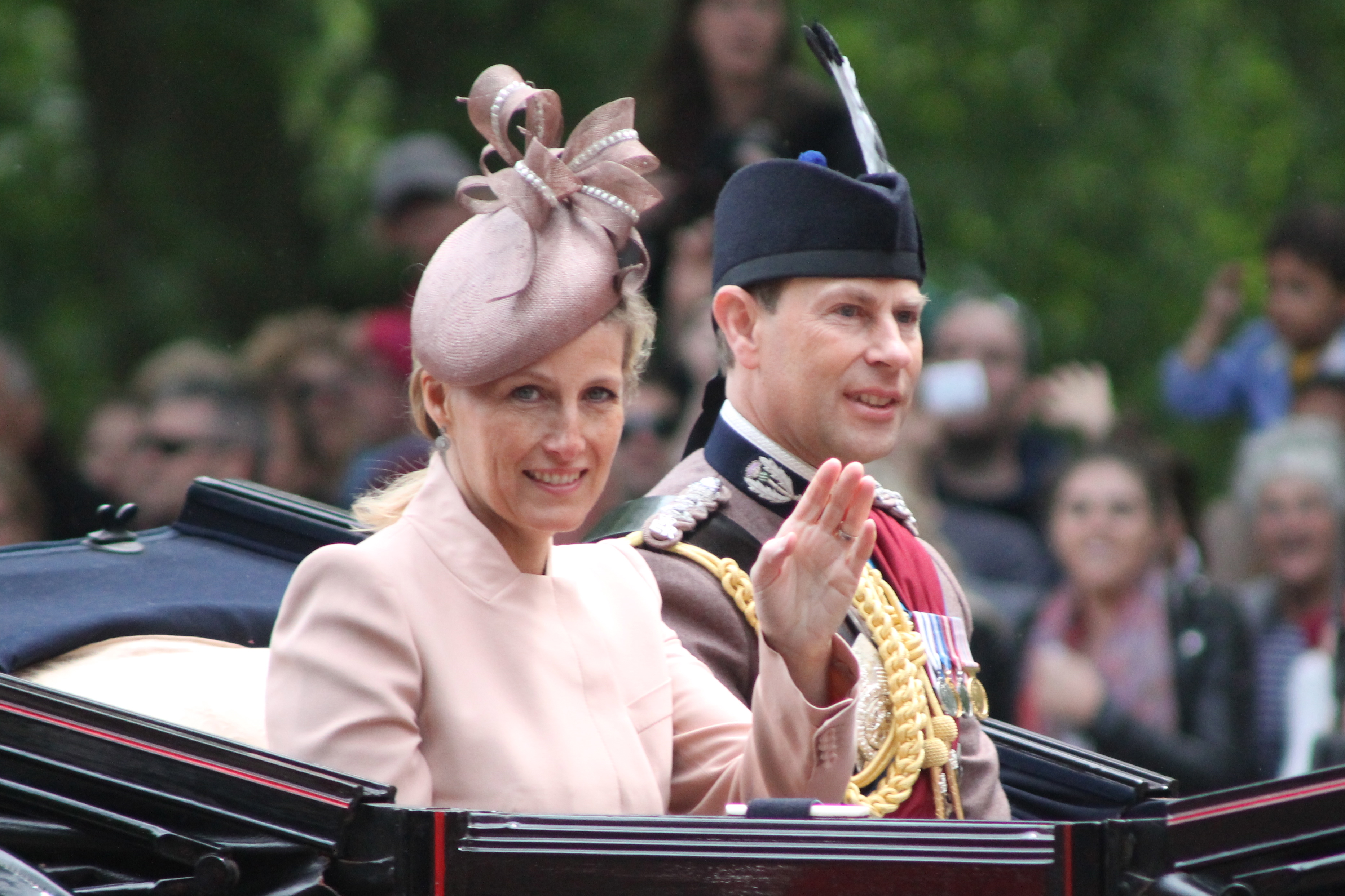
蘇菲與愛德華於2013年6月在倫敦軍旗敬禮分列式的合影。

蘇菲在首都倫敦電台工作期間，於1987年首次遇見愛德華王子，當時他正在與她的朋友交往。愛德華是伊利沙伯二世與愛丁堡公爵菲臘親王的幼子。兩人於1993年在為「愛德華王子夏季挑戰」（Prince Edward Summer Challenge）慈善募款活動的宣傳拍攝中再次相遇，隨後開始交往。1993年12月，隨著外界對兩人是否計劃結婚的猜測日益增多，愛德華向報紙編輯發出一封信，否認任何婚禮計劃，並要求媒體尊重他們的隱私。愛德華於1998年12月在巴哈馬度假期間向蘇菲求婚，兩人於1999年1月6日宣布訂婚。愛德華贈予她的訂婚戒指鑲有一顆2克拉橢圓形鑽石，兩側為心形寶石，以18克拉白金打造。這枚戒指由愛絲普蕾和傑拉德珠寶設計，價值約10.5萬英鎊。據報導，蘇菲從與愛德華交往初期就與女王關係密切，訂婚前獲准使用白金漢宮的皇家公寓。
婚禮於1999年6月19日在溫莎城堡聖喬治禮拜堂舉行，與愛德華兄姊們在西敏寺或聖保羅座堂舉辦的大型正式婚禮不同。婚禮當天，愛德華王子獲封為世襲貴族威塞克斯伯爵，並附帶塞文子爵（源自蘇菲家族的威爾士淵源）的附屬頭銜。
夫婦倆在巴尔莫勒尔堡度過蜜月。婚後，威塞克斯伯爵夫婦搬至薩里郡的巴沙特公園。儘管巴沙特公園是他們的私人住所，其辦公室和官方倫敦住所設於白金漢宮。
2001年12月，蘇菲因身體不適被送往愛德華七世醫院，確診為子宮外孕，須移除胎兒。兩年後的2003年11月8日，她因突發胎盤早期剝離導致母女均面臨風險，在弗林姆利公園醫院接受緊急剖腹產誕下女兒路易絲·溫莎女爵，而威塞克斯伯爵則從毛里求斯趕回。2007年12月17日，蘇菲再次於弗林姆利公園醫院以剖腹產誕下兒子詹姆斯。

## 王室公務

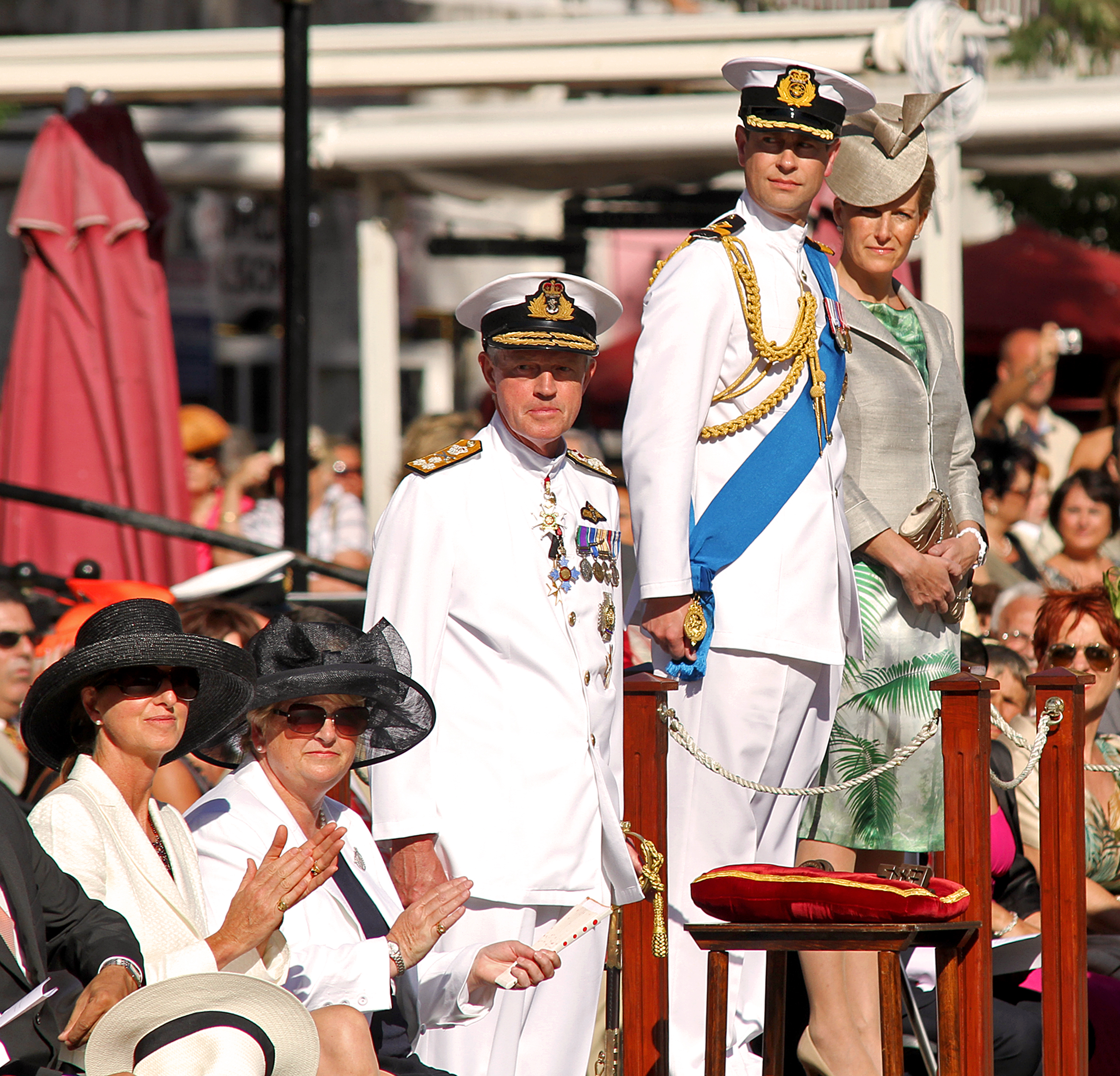
蘇菲與愛德華於2012年在直布羅陀參加女王生日閱兵。

蘇菲婚後首次海外出訪是2000年前往加拿大愛德華王子島省。

### 2010年代
2012年2月至3月，伯爵夫婦為慶祝女王鑽禧出訪加勒比地區，訪問了聖盧西亞、巴巴多斯、聖文森特和格林納丁斯、格林納達、特立尼達和多巴哥、蒙特塞拉特、聖基茨和尼維斯、安圭拉及安提瓜和巴布達。行程亮點包括聖盧西亞獨立50週年慶典、巴巴多斯議會兩院聯合演講，以及探訪蒙特塞拉特近期火山噴發受災地區。2012年6月，作為鑽禧慶祝活動的一部分，愛德華與蘇菲代表女王對直布羅陀進行為期三天的訪問，出席女王生日閱兵並遊覽老城主街。
2013年，夫婦二人訪問南非。同年，伯爵夫人以防盲慈善機構奧比斯英國分部贊助人身分單獨訪問印度和卡塔爾。2017年11月，她以類似目的訪問孟加拉國。作為陸軍音樂隊的名譽團長，蘇菲在倫敦皇家砲兵營房探訪了威塞克斯伯爵夫人弦樂團。2014年3月3日，女王批准授予新成立的陸軍弦樂團「威塞克斯伯爵夫人弦樂團」稱號，以表彰其名譽團長身分。2014年11月，蘇菲代表女王赴贊比亞出席已故總統迈克尔·萨塔的國葬。

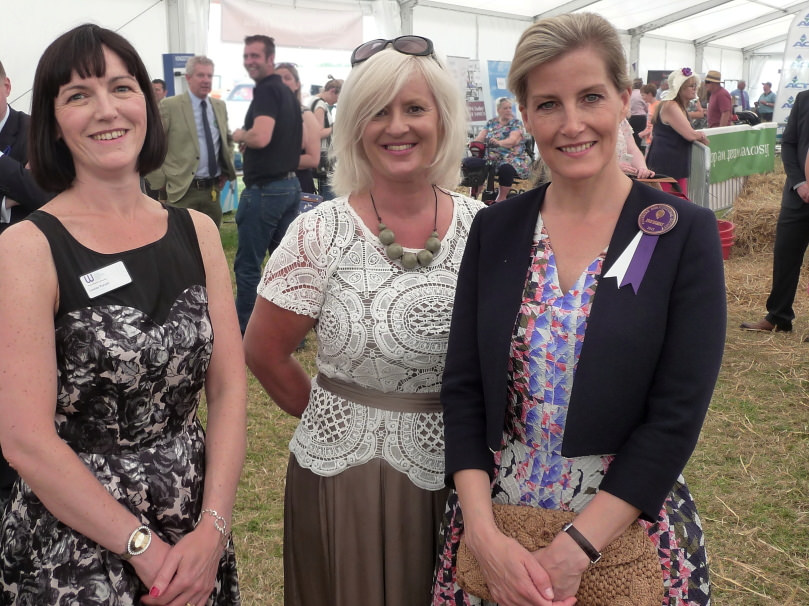
蘇菲在2015年出席皇家柴郡郡展

2015年3月26日，蘇菲參加了萊斯特座堂舉行的理查三世重葬儀式。2015年5月，她代表女王參加海峽群島解放70週年紀念活動，並傳達女王對島民忠誠的致意。2015年11月，她訪問加拿大和美國，在多倫多參觀皇家農業冬季展及擔任贊助人的多倫多全科醫院與多倫多西區醫院，隨後赴紐約參觀九一一國家紀念博物館。蘇菲也在國殤紀念日前往為了紀念67名襲擊中的英國受害者而開放的伊利沙伯二世九一一花園，參與紀念活動。之後，她還在曼哈頓出席百大對沖基金女性晚宴。
2016年6月，蘇菲與丈夫訪問加拿大安大略省、曼尼托巴省、薩斯喀徹溫省與艾伯塔省。這對夫婦參觀了里贾纳及其周邊地區的多個地方，並參加環球劇院50週年慶典。
2017年3月，蘇菲以女王鑽禧信託基金（The Queen Elizabeth Diamond Jubilee Trust）副贊助人身分對馬拉維進行了為期4天的訪問，參觀了旨在消除可避免失明和支持年輕領導人的項目。5月9日，她代表王室出席挪威國王哈拉爾五世與宋雅王后80歲壽辰慶典。10月，夫婦二人代表女王出席汶萊蘇丹哈桑納爾·博爾基亞登基50週年慶典。11月30日，蘇菲以倫敦時尚學院贊助人身分參觀由英國司法部與該學院在唐維尤監獄設立的「變革製造」（Making for Change）時裝培訓與生產單位。訪問期間，伯爵夫人會見了工作人員與囚犯，包括女性受刑人，並為培訓計劃學員頒發證書。

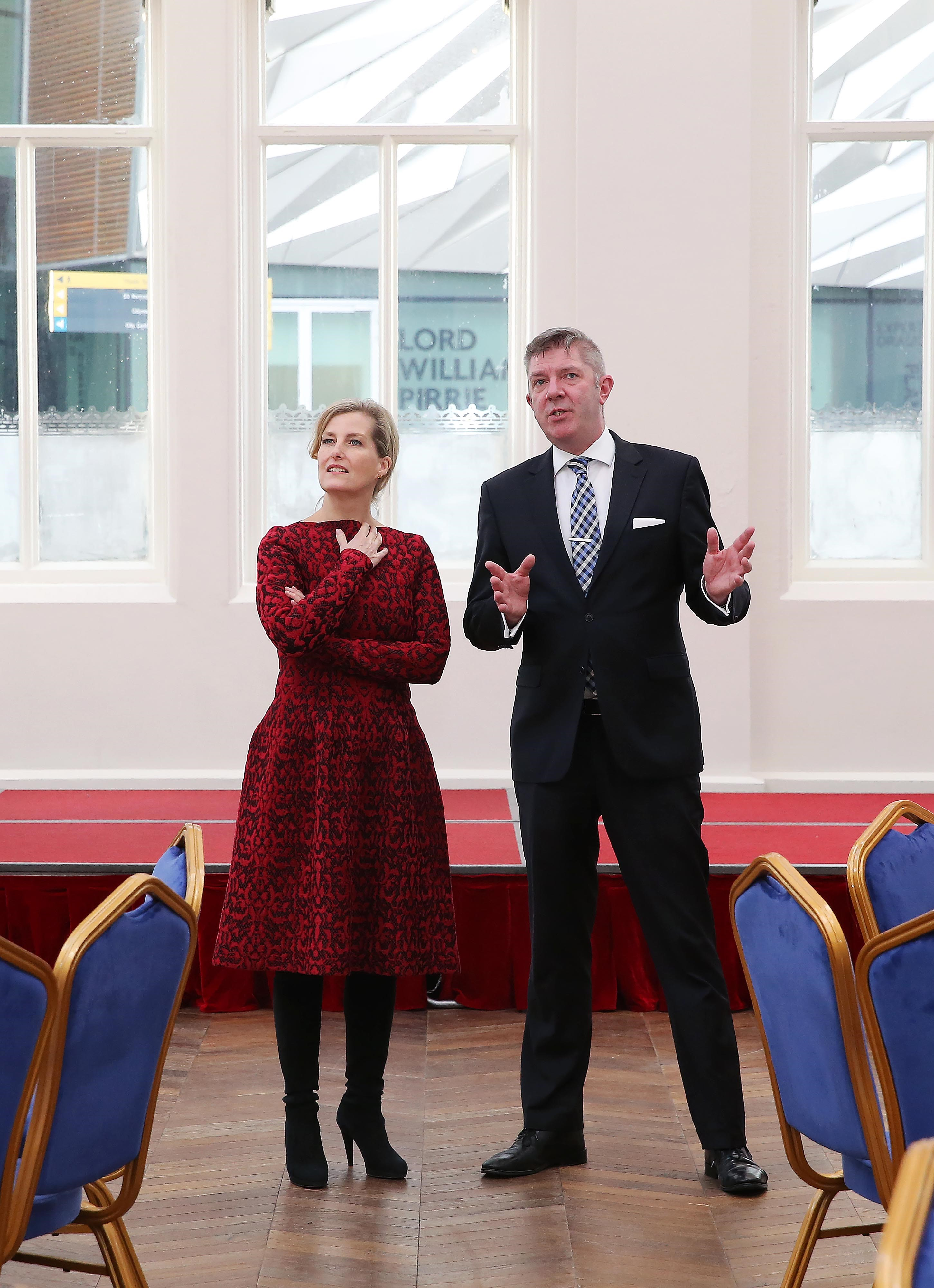
2018年，蘇菲到訪貝爾法斯特的鐵達尼酒店。

作為學習障礙慈善機構的熱心支持者，蘇菲於2018年1月獨自訪問貝爾法斯特，參觀她過去十年來支持的數個慈善機構，包括學習障礙協會兒童中心。她還為北愛爾蘭臨終關懷機構開設英國首個失智症友善病房。2018年2月，威塞克斯伯爵夫婦訪問斯里蘭卡，慶祝該國獨立70週年，並促進斯里蘭卡－英國關係、大英國協、教育及青年事務。2018年10月，愛德華與蘇菲訪問波羅的海國家。
2019年3月，伯爵夫人前往紐約參加聯合國婦女地位委員會第63屆會議。這項年度活動匯集了全球超過9,000名性別平等代表。該委員會是「專門促進性別平等和婦女賦權的主要全球政府間機構」。2019年4月29日至5月3日，作為伊利沙伯女王鑽禧紀念信托副贊助人，蘇菲訪問印度，這是她在該信托於2020年1月結束運作前最後一次以副贊助人身分進行的海外訪問。她參觀了基金會支持消除可避免失明的工作，並聽取「女王青年領袖」（Queen's Young Leaders）成功推行的計劃。
2019年7月，愛德華夫婦訪問科發，是女王於2019年3月授予愛德華科發伯爵頭銜後，兩人首次正式訪問該鎮。同年10月，蘇菲訪問科索沃，會見科索沃戰爭後性暴力受害者及其家人。截至2019年底，蘇菲已完成236場公務活動。

### 2020年代
2020年3月，蘇菲成為首位訪問南蘇丹的王室成員。此行應外交聯邦及發展事務部要求，她會見性別暴力受害者與倖存者，並通過會見該國女性政治領袖促進婦女權益。
2022年1月，伯爵夫人以國際防盲機構全球大使身分單獨訪問卡達，支持該組織「2030視野」（2030 in Sight）計劃，並參觀卡達基金會（Qatar Fund）與奧比斯在印度和孟加拉改善視力檢查與治療的項目。作為婦女、和平與安全網絡（Women Peace and Security Network）支持者，她會見了2021年塔利班攻勢後撤離該國的阿富汗女性難民。2022年3月，蘇菲展開為期4天的紐約之行，參觀伊利沙伯二世九一一花園，並與大英國協各國總領事會面慶祝大英國協日。她還在聯合國婦女署與喬治城大學婦女、和平與安全研究所主辦的活動上，就阿富汗婦女權利發表主題演講。
2022年4月，愛德華與蘇菲訪問聖露西亞、聖文森及格瑞那丁和安提瓜及巴布達，慶祝女王白金禧。原定的格瑞那達訪問在與該國政府及總督協商後延期，夫婦倆表示希望未來能訪問該國。2022年10月，她訪問剛果民主共和國，參與防止衝突中性暴力與性別暴力的項目，成為首位訪問該國的王室成員。此行還包括訪問盧安達、波札那和馬拉維。
丈夫在59歲生日獲封愛丁堡公爵後，蘇菲與愛德華訪問愛丁堡，會見當地烏克蘭及東歐社群成員，其中部分人因俄羅斯入侵烏克蘭而流離失所。2023年5月，蘇菲應外交部要求訪問伊拉克，推動「婦女、和平與安全」議程，提高對衝突相關性暴力的認識。她成為首位訪問巴格達的王室成員。
2024年4月29日，公爵夫人訪問烏克蘭，成為俄羅斯入侵後首位到訪的英國王室成員，期間會見總統弗拉基米爾·澤連斯基。蘇菲還會見了戰爭相關性暴力與酷刑倖存者，以及被俄羅斯從家人身邊綁架後遣返烏克蘭的兒童。她還向布恰大屠杀遇難者致哀。2024年10月，她成為首位訪問乍得的王室成員，會見因蘇丹內戰逃往該國的難民，這些難民在衝突中經歷了性暴力。

## 慈善工作與贊助

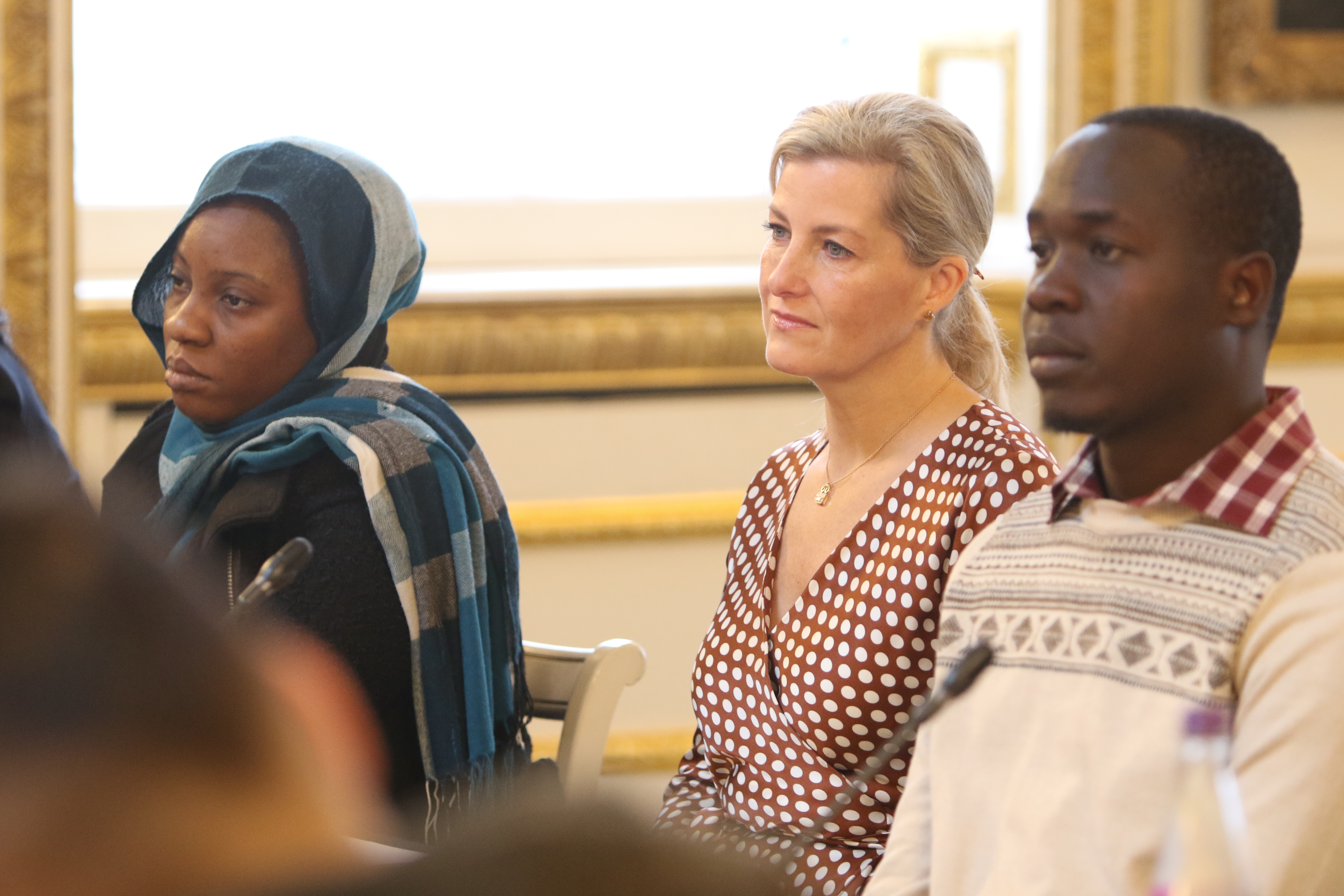
蘇菲出席2018年「防止衝突中的性暴力電影節」（Preventing Sexual Violence in Conflict Film Festival）。她的慈善工作多涉及女性權利。

威塞克斯伯爵與伯爵夫人於1999年成立「威塞克斯青年信託基金會」（The Wessex Youth Trust），旨在支持幫助兒童與青少年的計劃及慈善機構。運作二十年後，該信託基金會於2019年更名為「威塞克斯伯爵與伯爵夫人慈善信託」（Earl and Countess of Wessex Charitable Trust），其管理權移交至兩人的私人辦公室。公告指出，信託的廣泛慈善目標不變，但未來將轉向支持不同類型的慈善機構。

### 2000年代
2000年，她成為多個組織的贊助人，包括以足球為核心、在英格蘭北部開展教育與社區計劃的「光明基金會」（前身為桑德兰足球俱乐部基金會）。受友人吉爾·丹多1999年遇害觸動，蘇菲成為倫敦大學學院吉爾·丹多犯罪科學研究所的受託人，該機構於2001年以丹多名義成立。作為全職王室成員，她部分關注點轉向溝通障礙相關慈善機構，包括南安普敦總醫院與多倫多「新希望信託」（New Haven Trust，專為自閉症兒童設立的學習中心）。2003年，她成為「明日人民信託」（Tomorrow's People Trust）贊助人，協助弱勢群體獲得工作、住房與社會地位。同年2月，蘇菲出任腦膜炎Now贊助人與大使，該機構支持患者並提升疾病認知。同月，她成為「無疤痕基金會」贊助人，該醫學研究機構統籌傷口癒合、燒傷與唇顎裂研究資金。2003年，她接替伊利沙伯王太后成為皇家言語治療師學院贊助人。同年，她亦成為「穆爾豪斯學校與學院」（Moor House School & College）贊助人，該校專注幫助發展性語言障礙兒童。
蘇菲兒時曾參加女童軍，2003年接替2002年2月逝世的瑪嘉烈公主成為英國女童軍新任主席，並任職至2024年。隨著2022年女王逝世，她轉任該組織贊助人。2003年，她成立「商業女性團體」（Women in Business Group）以支持愛丁堡公爵獎勵計劃，協助更多年輕人發展改變未來的技能。伯爵夫人2003年出任「腦波中心」（Brainwave Centre）主席，該機構為發展遲緩兒童提供治療。2003年6月，她成為大倫敦盲人基金會贊助人，該機構為倫敦視障小型慈善團體籌資。2003年8月，蘇菲從安妮長公主處繼承英國全國自閉症協會贊助人職位。2004年，她加入聖約翰救傷隊擔任總主席，領導各郡主席為當地成員提供多元支持。她長期參與兒童熱線事務，並於2005年成為其首位王室贊助人。2006年，她支持布拉德福德出生研究項目，該研究於2007至2010年調查低出生體重兒與嬰兒死亡率成因。2006年9月，她獲任皇家婦產科學院榮譽院士。同年，她成為英格蘭曲棍球總會贊助人。

### 2010年代
蘇菲支持農業與食品生產，2010年擔任皇家巴斯與西部展覽會展會主席，2011年轉任副贊助人。她亦是「展覽與農業組織協會」（Association of Show and Agricultural Organisations）贊助人，並自2012年雙百年起擔任「邊境農業協會」（Border Union Agricultural Society）贊助人。她支持時任威爾斯親王發起的「羊毛運動」，推廣英國羊毛使用。2013年訪問印度與卡塔爾期間，伯爵夫人以「視覺2020：看見的權利」（Vision 2020: The Right to Sight）贊助人及國際防盲協會大使身份參訪多處設施，提升對可預防性失明的認知。其工作被認為對促成「卡塔爾創造視覺計劃」（Qatar Creating Vision initiative）具影響力。2013年，蘇菲成為倫敦時尚學院首位贊助人，並獲宣布為英國輪椅籃球總會王室贊助人。2013年6月，她獲任「愛丁堡公爵國際獎勵計劃基金會」全球大使，該機構統籌全球「愛丁堡公爵獎勵計劃」運作組織。2014年1月起，她創立並擔任「愛丁堡公爵獎勵計劃女性網絡論壇」（Duke of Edinburgh's Award Women's Network Forum）主席，旨在通過影響商界領袖、激勵下一代及分享最佳實踐推動性別平等。2014年6月，伯爵夫人成為南非東開普省「烏邦耶基金會」（Ubunye Foundation）贊助人，該鄉村發展信託致力釋放農村社區潛力。
在蘇菲50歲生日當天，她成為「伊利沙伯女王鑽禧信託基金」（的副贊助人，該基金會成立於2012年，以慶祝伊利沙伯二世登基鑽禧紀念。該基金會為限期運作，已於2020年1月31日關閉。2015年2月，女王在白金漢宮舉辦聯合招待會，慶祝威塞克斯伯爵夫婦50歲生日及其贊助事業。伊利沙伯二世與夫婦二人會見了各慈善機構的核心支持者、員工、志工及校友，以及他們軍事任命單位的代表。2015年11月，“百大對沖基金女性”宣布威塞克斯伯爵夫人將擔任100WF「Next Generation」計劃的全球大使。
2016年9月，蘇菲為慶祝愛丁堡公爵獎勵計劃60週年，參加從荷里路德宮至白金漢宮的騎行挑戰，為該獎項籌集逾18萬英鎊。2016年10月，她獲「連結環境與農業」（Linking Environment And Farming）任命為新任榮譽主席。同年11月，她成為「未來女性」（Women of the Future）官方大使，支持年輕女性發展。2016年12月，伯爵夫人參與ICAP慈善日為流星兒童臨終關懷醫院籌款，並在女王卸任多個慈善機構贊助人後，接任全國防止虐待兒童協會、英國盲人退伍軍人協會及British Cycling的主要贊助人。
蘇菲於2017年2月當選德文郡農業協會（Devon County Agricultural Association）主席。2017年5月，作為英國雪車和鋼架雪車協會贊助人的蘇菲出席了其90週年紀念暨運動員頒獎晚宴。2017年10月，五名英國陸軍女性組成的「冰之少女」（Ice Maiden）團隊獲得伯爵夫人皇家贊助，支持她們橫跨南極洲的雄心勃勃的滑雪遠征。該團隊旨在激勵全球女性挑戰刻板印象並追求抱負。
2018年1月，蘇菲成為護士紀念募捐活動的皇家贊助人，該活動旨在為兩次世界大戰中犧牲的1,500名護士建立紀念碑。2018年2月，威斯特摩蘭農業協會（Westmorland Agricultural Society）歡迎伯爵夫人擔任主席。
2019年1月29日，她當選皇家史密斯菲爾德俱樂部（Royal Smithfield Club）主席，該俱樂部致力於推動肉類和畜牧業最佳實踐的教育與知識普及 。2019年國際婦女節當天，蘇菲正式宣布參與打擊衝突地區性犯罪的行動，與安祖蓮娜·祖莉合作加入「防止衝突中性暴力倡議」（Preventing Sexual Violence in Conflict Initiative）及成立20週年的「婦女、和平與安全」（Women, Peace and Security）計劃，以解決武裝衝突對女性影響並促進女性在和平建設中的作用。2019年4月25日，伯爵夫人與丈夫及約克公爵安德魯王子一同被任命為年度皇家溫莎馬術表演副主席。2019年5月，她從愛丁堡公爵菲臘親王手中接任特許管理學會贊助人。

### 2020年代

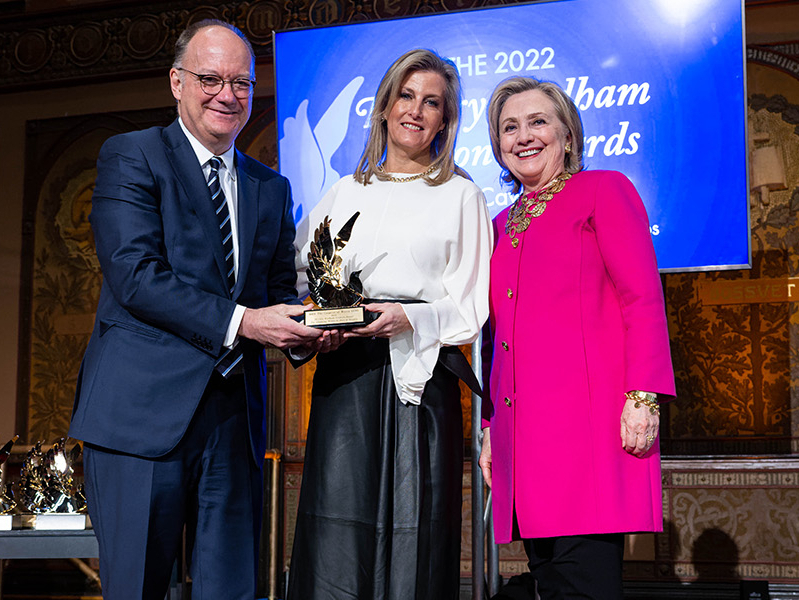
蘇菲於華盛頓特區的喬治城大學接受2022年希拉蕊·羅丹·柯林頓獎（Hillary Rodham Clinton Award）。

2020年4月，蘇菲在伊恩·韋斯組織的倡議中協助餐飲公司“Rhubarb”為國民保健署員工準備並配送食物，以應對2019冠狀病毒病疫情。蘇菲還於疫情期間在薩里郡的“Hope Hub”和“Lighthouse”等當地食物銀行擔任志工，並向無家者配送物資。2020年9月，蘇菲與丈夫及子女參與支持海洋保護協會的「英國海灘清潔行動」，於南海城海灘進行垃圾清理 。
2021年2月，作為聖約翰救護機構大主席，伯爵夫人開始在國民保健署疫苗接種中心擔任照護志工。2021年5月，蘇菲成為關注女性全生命周期生殖健康的慈善組織「女性福祉」皇家贊助人，後公開談論自身更年期經歷及對記憶力的影響。2021年7月，雅麗珊郡主將英國導盲犬協會贊助人身份移交蘇菲。2022年12月，蘇菲因在戰區性暴力議題的工作獲喬治城大學婦女、和平與安全研究所頒發希拉蕊·羅丹·柯林頓獎。2025年2月，她繼維多利亞女王、伊利沙伯王太后與女王伊利沙伯二世後，成為母親聯盟贊助人。

## 公眾形象與風格
在與愛德華王子交往初期，蘇菲被稱為「鄰家女孩」，並因其成功職業和普通背景而備受關注。婚後初期，蘇菲因商業利益面臨公眾審視，並常被拿來與兩年前逝世的威爾斯王妃戴安娜比較。談及轉型為全職王室成員的過程，她後來表示：「確實花了一些時間才站穩腳跟。令人沮喪的是，我必須降低對自己能做之事的期望。我不能到慈善機構就說『好，我認為你們應該這樣做』，因為這是我職業生涯中習慣的方式。我必須大幅退後一步，明白他們希望你成為錦上添花的人，來感謝志工和資助者，而非指導他們如何執行傳播計劃。」
此後，蘇菲被譽為低調的「穩定力量」與「可靠幫手」。她以樸實方式執行公務著稱，常自行駕車往返活動。阿曼達·普林格向《城鄉雜誌》表示：「她真正以普通人形象示人，我認為這正是王室日益需要做到的。」她也因長期關注「艱澀」議題聞名，例如衝突中的性別暴力，並曾造訪科索沃、塞拉利昂、南蘇丹、剛果民主共和國和哥倫比亞等「艱困地區」。薩塞克斯公爵夫婦脫離英國王室後，蘇菲的公務活動受到更多公眾關注，其慈善工作與穿搭風格引發熱議。作家英格麗德·蘇厄德（Ingrid Seward）指出，蘇菲「不善自我宣傳……她打扮得體卻不過火，也不渴求名人光環。若非刻意關注，人們常忽略她完成了所有公務。」
蘇菲初期並非以時尚見長，但逐漸發展出個人風格，並穿著多位知名設計師作品。自2009年起，她多次獨家佩戴簡·泰勒（Jane Taylor）設計的帽飾。泰勒在《瑪利嘉兒》訪談中描述首次為王室服務的經歷：「我的首位王室客戶是威塞克斯伯爵夫人，當時非常緊張。但她衣著優雅且總光彩照人，設計起來相對輕鬆。自從她來訪後，再未戴過其他帽匠的作品，這是極大讚美。我既興奮又榮幸，還帶點忐忑。」她與威爾斯王妃嘉芙蓮、薩塞克斯公爵夫人梅根同獲評為王室最時尚成員之一。蘇菲尤以擅長搭配帽飾與外套聞名，偏愛絲綢連身裙與洋裝。她在《星期日快報》訪談中形容個人風格：「重點雖是慈善，但我認知到自己處於展示狀態……走進房間時，人們當然會討論你的來意，但也會好奇你的穿著。」她也透露從未聘請造型師，所有穿搭均自行決定。2015年，伯爵夫人入選《名利場》最佳著裝榜單。她曾與嘉芙蓮共同主持2018年倫敦時裝週期間的白金漢宮英聯邦時尚交流晚會。

## 私隱與傳媒

### 隱私侵犯
1999年5月，在婚禮前不到一個月，《太陽報》刊登了一張她與首都倫敦電台同事克里斯·塔倫特的合照，照片中蘇菲上身赤裸，拍攝於1988年兩人因公前往西班牙期間。白金漢宮隨即發表聲明稱：「《太陽報》今晨的報導嚴重侵犯隱私，且無關公眾利益。此事已造成極大困擾。」時任首相貝理雅亦譴責照片公開行為。王室向報業投訴委員會提出正式投訴。據蘇菲的商業夥伴透露，此事令她「備受煎熬」，且她感到「自己在婚禮前夕『讓所有人失望』」。塔倫特事後澄清：「我與蘇菲從未有絲毫曖昧，更遑論這些惡意影射。」
《太陽報》刊登後發表聲明向蘇菲致歉，並於次日頭版標註「蘇菲，對不起」，承諾將書面致歉並將當期銷售所得全數捐贈其支持的慈善機構。該照片由蘇菲前友人兼同事卡拉·諾伯爾（Kara Noble）售予小報。諾伯爾數月後公開道歉：「我想向所有相關人士致歉。」她與報社均遭輿論批評，諾伯爾更遭電台解僱。這對夫婦最終決定撤回正式投訴。
2011年，涉入《世界新聞報》電話竊聽醜聞的私家偵探喬納森·里斯身邊人士透露，他曾入侵蘇菲與愛德華的銀行帳戶，並將資料售予《星期日鏡報》。

### 媒體陷阱
2001年4月，蘇菲因在多徹斯特酒店與偽裝成阿拉伯酋長的《世界新聞報》記者馬澤爾·馬哈茂德會面時被誤導而登上媒體頭條。該記者後來因在南華克皇家法院作偽證而被曝光。
報紙聲稱，在「秘密錄音」的對話中，蘇菲侮辱了皇室成員和政治人物，稱女王為「老太太」，並批評了首相約翰·梅傑、貝理雅以及財政大臣戈登·布朗的領導能力。據報導，她還評論了查理斯與當時的伴侶卡米拉的關係，認為只要王太后在世，兩人就不可能結婚。
然而，儘管最初有報導稱她將彭雪玲形容為「絕對可怕」，並嘲諷反對黨領袖夏偉林的外表，但報紙最終澄清她並未如此表述。蘇菲的商業夥伴穆雷·哈金（Murray Harkin）在會面中被錄下討論自己的性生活、可卡因使用情況，並吹噓蘇菲在為各種活動邀約名人方面的能力。小報聲稱伯爵夫人已向貝理雅、夏偉林和查理斯發送道歉信。
白金漢宮否認報導的準確性，表示：「威塞克斯伯爵夫人試圖追求自己的事業，顯然容易遭遇此類陷阱。」宮方發布聲明稱，報導中的評論是「選擇性、扭曲的，且在多處完全失實」。宮方官員表示，蘇菲並未侮辱女王、王太后或政治人物，而《星期日郵報》則聲稱有四名可靠消息人士證實了這些報導。《世界新聞報》將負面反應歸因於競爭媒體的嫉妒，因該報此前曾對蘇菲進行專訪，她在訪談中澄清了關於婚姻困境的傳言並討論了丈夫的性取向。據報導，蘇菲同意接受這一私密訪談的條件是報社不得公開錄音文字稿。
蘇菲在另一份聲明中表示，她對「針對自己的誘捕行動感到痛苦」，但也對「自己輕信此類欺騙的判斷失誤感到遺憾」。隨後，2002年，威塞克斯伯爵夫婦宣布將退出商業活動，專注於代表皇室參與公務活動，並協助女王籌備金禧慶典。

### 珠寶禮物
蘇菲因在2011年12月對巴林進行為期一天的正式訪問期間，接受了來自巴林王室的兩套珠寶而受到批評。當時她與丈夫從阿富汗返回英國。其中一套珠寶由巴林國王哈馬德·本·伊薩·阿勒哈利法贈送，另一套則由該國首相謝赫哈利法·本·薩勒曼·阿勒哈利法贈送。她的丈夫則獲贈一支筆、一只手表以及一條絲綢地毯，這些禮物由巴林王儲謝赫薩勒曼·本·哈馬德·阿勒哈利法贈送，王儲還贈送了蘇菲一個銀珍珠杯。這些珠寶的價值尚未估算，具體內容也未公開。
由於對巴林人權問題的擔憂，這些禮物引發了爭議，有人呼籲將珠寶出售，並將所得用於造福巴林人民。批評者認為，伯爵夫人應將這些珠寶出售，並將所得款項捐贈給巴林的政治抗議者。時任工黨國會議員及前外交部部長丹尼斯·麥克夏恩表示：「考慮到巴林人民所遭受的可怕苦難和壓迫，威塞克斯伯爵夫人若能拍賣這些小飾品，並將收益分配給該政權的受害者，將是一個恰當的舉動。」
英國政府於2003年發布的皇室禮品相關指南和程序規定：「在接受任何禮物之前，應始終謹慎考慮贈送者、禮物的原因和場合以及禮物本身的性質……同樣，在拒絕禮物之前，也應謹慎考慮此舉可能引起的任何冒犯。」

## 頭銜與稱號

蘇菲的紋章

蘇菲自1999年結婚至2023年間，其官方稱號為「威塞克斯伯爵夫人殿下」（Her Royal Highness The Countess of Wessex）。2019年3月10日，其丈夫獲封科發伯爵頭銜，使她獲得「科發伯爵夫人」稱號。在菲臘親王與伊利沙伯二世的葬禮等場合，她曾被稱為「威塞克斯與福法爾伯爵夫人」。2023年3月10日，其丈夫獲封終身貴族愛丁堡公爵後，她的稱號改為「愛丁堡公爵夫人殿下」（Her Royal Highness The Duchess of Edinburgh）。

## 外部連結
- 英國王室官方網站中的頁面 （页面存档备份，存于）（英文）
- 加拿大政府官方網站中的頁面 （页面存档备份，存于）（英文）
- 英國國家肖像館中的愛丁堡公爵夫人蘇菲肖像 （英文）
- 愛丁堡公爵夫人蘇菲在互联网电影资料库（IMDb）上的資料（英文）

| 聯合王國排位名單              | 聯合王國排位名單        | 聯合王國排位名單 |
| ----------------------------- | ----------------------- | ---------------- |
| 前任： 薩塞克斯的莉莉貝特公主 | 女士 愛丁堡公爵夫人殿下 | 繼任： 長公主    |